# Imperata cylindrica
Imperata cylindrica , conocida comúnmente como cogón en el español filipino, espaes una hierba de la familia de las poáceas. Está incluido en la lista 100 de las especies exóticas invasoras más dañinas del mundo de la Unión Internacional para la Conservación de la Naturaleza.

## Descripción
Es una planta herbácea perenne con rizoma largo rastrero. Tallo de 20-120 cm de altura, normalmente robusto, glabro. Vainas foliares glabras, con aurículas en el paso al limbo, mebránula foliar de pubescencia larga, limbo plano con los bordes enrollados, rígidos, de hasta 60 cm de largo y 3-6 mm de ancho. Inflorescencia en espiga densa, de hasta 20 cm de largo, cilíndrica, que parece blanca gracias a los largos pelos sedosos y largos (hasta 18 mm). Espículas de 4,5-5 mm de largo, con dos flores , una cortamente pediculada y estéril y la otra largamente pediculada (1-2,5 mm) y hermafrodita, que están envueltas por las páleas involucrales. Flores estériles reducidas a pálea tectriz. Todas las páleas sin aristas.

## Hábitat
Pantanos, márgenes, baldíos, viñedos, mar, rios,bosques.

## Distribución
Mediterráneo, hasta Asia central.introducida en Trópicos de todo el mundo, además de Chile y Argentina.

## Sinonimia
| - Calamagrostis lagurus (L.) Koeler - Imperata allang Jungh. - Imperata arundinacea Cirillo - Imperata koenigii (Retz.) P.Beauv. - Imperata pedicellata Steud. - Imperata sieberi Opiz - Imperata thunbergii P. Beauv. | - Lagurus cylindricus L. - Saccharum cylindricum (L.) Lam. - Saccharum europeaum Pers. - Saccharum koenigii Retz. - Saccharum laguroides Pourr. - Saccharum sisca Cav. - Saccharum thunbergii Retz. |

## Nombres comunes
- Castellano: carrizo, cisca, cogón, cogón de Filipinas, marciega, marciega menor, masiega, sangonera, sisca, zulla.[4]